# Каудано (Кунео)
Каудано је насеље у Италији у округу Кунео, региону Пијемонт.
Према процени из 2011. у насељу је живело 4 становника. Насеље се налази на надморској висини од 1120 м.